# Árni Þór Hallgrímsson
Árni Þór Hallgrímsson (* 10. März 1968 in Akranes) ist ein isländischer Badmintonspieler.

## Karriere
Árni Þór Hallgrímsson nahm 1992 sowohl im Herrendoppel als auch im Herreneinzel an Olympia teil. Er verlor dabei im Doppel in Runde eins und im Einzel in Runde zwei. Er wurde somit 17. in beiden Disziplinen. Schon 1988 hatte er seinen ersten nationalen Titel gewonnen, 14 weitere folgten bis 1998. Bei den Iceland International war er sechsmal erfolgreich.

## Sportliche Erfolge
| Saison | Veranstaltung                 | Disziplin    | Platz | Name                                           |
| ------ | ----------------------------- | ------------ | ----- | ---------------------------------------------- |
| 1988   | Island: Einzelmeisterschaften | Mixed        | 1     | Árni Þór Hallgrímsson / Elisabet Thordardottir |
| 1988   | Island: Einzelmeisterschaften | Herrendoppel | 1     | Árni Þór Hallgrímsson / Ármann Þorvaldsson     |
| 1989   | Island: Einzelmeisterschaften | Herrendoppel | 1     | Árni Þór Hallgrímsson / Ármann Þorvaldsson     |
| 1991   | Island: Einzelmeisterschaften | Herreneinzel | 1     | Árni Þór Hallgrímsson                          |
| 1991   | Island: Einzelmeisterschaften | Herrendoppel | 1     | Broddi Kristjánsson / Árni Þór Hallgrímsson    |
| 1992   | Island: Einzelmeisterschaften | Herrendoppel | 1     | Broddi Kristjansson / Árni Þór Hallgrímsson    |
| 1992   | Olympia                       | Herreneinzel | 17    | Árni Þór Hallgrímsson                          |
| 1993   | Island: Einzelmeisterschaften | Mixed        | 1     | Árni Þór Hallgrímsson / Guðrún Júlíusdóttir    |
| 1993   | Island: Einzelmeisterschaften | Herrendoppel | 1     | Broddi Kristjansson / Árni Þór Hallgrímsson    |
| 1994   | Iceland International         | Mixed        | 1     | Árni Þór Hallgrímsson / Guðrún Júlíusdóttir    |
| 1994   | Island: Einzelmeisterschaften | Herrendoppel | 1     | Broddi Kristjansson / Árni Þór Hallgrímsson    |
| 1994   | Iceland International         | Herrendoppel | 1     | Árni Þór Hallgrímsson / Broddi Kristjánsson    |
| 1995   | Spanish International         | Herrendoppel | 1     | Árni Þór Hallgrímsson / Broddi Kristjánsson    |
| 1995   | Iceland International         | Herrendoppel | 1     | Árni Þór Hallgrímsson / Broddi Kristjánsson    |
| 1995   | Island: Einzelmeisterschaften | Herrendoppel | 1     | Broddi Kristjansson / Árni Þór Hallgrímsson    |
| 1995   | Iceland International         | Mixed        | 1     | Árni Þór Hallgrímsson / Guðrún Júlíusdóttir    |
| 1996   | Island: Einzelmeisterschaften | Herrendoppel | 1     | Broddi Kristjánsson / Árni Þór Hallgrímsson    |
| 1996   | Iceland International         | Mixed        | 1     | Árni Þór Hallgrímsson / Vigdís Ásgeirsdóttir   |
| 1996   | Iceland International         | Herrendoppel | 1     | Árni Þór Hallgrímsson / Broddi Kristjánsson    |
| 1997   | Island: Einzelmeisterschaften | Mixed        | 1     | Árni Þór Hallgrímsson / Vigdis Asgeirsdottir   |
| 1997   | Island: Einzelmeisterschaften | Herrendoppel | 1     | Broddi Kristjánsson / Árni Þór Hallgrímsson    |
| 1998   | Island: Einzelmeisterschaften | Herrendoppel | 1     | Broddi Kristjánsson / Árni Þór Hallgrímsson    |
| 1998   | Island: Einzelmeisterschaften | Mixed        | 1     | Árni Þór Hallgrímsson / Drífa Harðardóttir     |
| 1998   | Iceland International         | Herrendoppel | 1     | Árni Þór Hallgrímsson / Broddi Kristjánsson    |